# Le Fils (roman de Nesbø)
Pour les articles homonymes, voir Le Fils.
Le Fils est un roman policier norvégien de Jo Nesbø, publié en 2014 en norvégien par les éditions Aschehoug, et en français par les éditions Gallimard en 2015.

## Trame narrative
Oslo, années 2010, un été.
Trente cinq ans plus tôt, une troïka de nouveaux policiers motivés, Ab, Pontus, Simon. Le premier est mort suicidé douze ans auparavant (1999), le second est le Directeur Général de la Police d'Oslo, et le troisième, près de la retraite, après avoir été évincé de la Police Financière, est redevenu simple enquêteur. 
Dans la superbe prison de Staten, un trentenaire, Sonny, camé, surnommé Le Bouddha, enfermé depuis douze ans, accumule les confidences. Un mécanicien lui donne un briquet-révolver, l'aumônier une Bible creusée contenant trois sachets d'héroïne et les consignes pour s'accuser du meurtre d'une femme de la haute société. Et un vieux prisonnier, plus habitué à passer la serpillière qu'à truander, lui avoue que c'est lui qui a permis la mort de son père.
Tout s'enclenche très vite, il s'évade, les meurtres s'accumulent. La police enquête sur le tueur en série en croisade vengeresse contre le parrain de la drogue et des trafics humains pour Oslo, et le policier qui a été et reste la seule taupe dans la police.
Avec un fantôme, un talkie-walkie transmettant des pleurs d'enfants, un Plongeur.

## Personnages

### Les victimes
- Mai, jeune fille vietnamienne de 16 ans, et son fœtus, assassinée 12 ans plus tôt, et dont l'ADN révèle son bienfaiteur et meurtrier
- Minsk, fille biélorusse, prostituée, attaquée par un molosse, non abattue par Rover, égorgée par Nestor
- Oliver Jovic, dealer
- Eva Morsand
- Agnete Iversen
- et toutes les victimes non-innocentes de l’ange vengeur, dont Kalle et Pelvis, dealers et Cassius leur garde du corps

### Les forces de l'ordre
- Ab Lofthus, collègue de Simon, accusé d'être une taupe dans la police, a préféré se suicider plutôt que d'être abattu, dans sa maison jaune
  - son épouse, Helen, effondrée après la mort d'Ab
  - son fils, Sonny, en formation de lutteur professionnel, admirateur de son père jusqu'à son suicide, puis héroïnomane et bouc-émissaire professionnel
- Henrik Westad, inspecteur de police du district de Buskerud (sud de la Norvège), contraint d'oublier trop de choses
- Arild Frank, directeur adjoint de la Prison d'Oslo (de) Staten, consciencieux, le directeur de prison corrompu jusqu'à la moelle (p. 351)
  - Ina, sa secrétaire
- Geir Goldsrud, gardien-chef de prison à Staten
- Helge Sorrensen, gardien de prison, dont l'identité est usurpée par Sonny pour quitter la prison
- Sissel Thou, femme de ménage au commissariat
- Simon Kefas, inspecteur de police, à neuf mois de la retraite
  - Else, son épouse,  devenant aveugle, pouvant être soignée à titre expérimental mais à un prix prohibitif, accompagnée à une exposition Chagall
    - Edith, fille d'Else, et son fils Mats
- Kari Adel, nouvelle à la brigade, en formation auprès de Simon
  - son partenaire/ami/mari
- Asmund Bjornstad, inspecteur de la Police Judiciaire (p. 144)
  - Nils, son assistant, connu de Simon
- Fredrik Ansgar, ancien partenaire de Simon à la Brigade Financière, recyclé en gestion de patrimoine, contrôlé par Nestor
- l'unité d'élite Delta, qui intervient au foyer Ila, rate Sonny, emmène Johnny, oublie une grenade aveuglante (proche de M84 stun grenade)
- Morgan Askoy (p. 351), nouveau gardien de prison à Staten-B, rencontre Sorrensen (alias Sonny)
- Pontius Parr, Directeur Général de la Police d'Oslo

### Les criminels
- Gustav Rover (p. 11), réparateur de motos, libérable dans 18 h, donne à Sonny son briquet-revolver contre sa bénédiction et sa carte de visite
- Sonny Lofthus, la trentaine, condamné pour deux meurtres, en prison depuis 12 ans, ancien petit truand, héroïnomane, surnommé Gandhi, respecté en prison, reçoit les confidences de tous
- Johannes Halden, prisonnier de confiance puisque permis de serpillière, tombé pour sacs de drogue dans son bateau en Thaïlande,
- Johnny Puma, drogué, compagnon de chambre de Stig au foyer, fouineur, sauvé de l'énucléation (par Coco) par Stig
- Coco, dealer et collecteur des recettes
- Lars Gilberg, drogué, extérieur au foyer, repéré pour avoir arboré un col de curé, surveille les affaires de Stig, donneur de renseignements
- Kalle Farrisen, collecteur d'argent de tous les dealers de Superboy, pour le compte de Nestor, en duo avec Pelvis
- Pelvis, distributeur de Superboy pour Nestor
- Cassius, garde du corps de Kalle et Pelvis, noir, volumineux,
- Sylvester, chasseur de têtes pour Nestor, refroidi au congélateur par Stig
- Bo, compagnon de Sylvester pour Nestor, blond, retrouvé enfermé dans les toilettes d'une suite du Plaza et admis à disparaître par Betty (et l'agent de sécurité)
- Oliver Jovic, dealer, assassiné, Serbe du Kosovo, pour le meurtre duquel s'est accusé Sonny
- Fidel Lae (p. 284), éleveur de chiens, surtout de race dogue argentin interdits en Norvège
- Hugo « Nestor », le grand chef, asexuel, exceptionnel, pas anormal, curieux, de voir la mort
- Vargen, responsable de l'importation des filles (p. 300)
- Voss (p. 301)
- Le Jumeau (p. 290), jamais nommé, supposé chasseur de bison (d'après le tableau dans son bureau), le grand patron
- Sylvester Trondsen, ancien prisonnier, à identité usurpée par Sonny
- Pelle Granerud, chauffeur de taxi à répétition pour Sonny
- Evgeni Zubov, tueur pour le Jumeau

### Les autres
- Per Vollan, aumônier de prison, la soixantaine, quitté par son épouse, travaille pour Nestor, fournit Sonny en héroïne et en consignes
- Eva Morsand, épouse d'armateur, candidate au divorce, assassinée horriblement
  - Yngre Morsand, armateur
- Martha Lian, gardienne/responsable du foyer pour drogués actifs (Ila)
  - Anders, son fiancé
- Einar Harnes, avocat marron
- Markus Engseth, garçon solitaire, voisin de la maison jaune, qu'il surveille aux jumelles, sauvé par Stig
- Tor Jonasson, vendeur de téléphones
- Agnete Iversen, 49 ans, gestionnaire de fortunes, assassinée trop proprement
  - Iver Iversen, son époux
  - Iver Junior, leur fils
- Louis (p. 167), mendiant, découvrant dans sa sébille une Rolex
- Kine, sdf, découvrant sur son caddie un sac rempli de bijoux
- Sara, témoin d'une agression de jeunes contre Stig dans un train
- Kurt Schroeder, guitariste en répétition, renseignant Stig
- Grete, directrice du foyer
- Leif Krognaess, témoin à décharge de Sonny, hospitalisé pour insuffisance cardiaque
- Maria, employée au foyer
- Betty, réceptionniste à l'hôtel Plaza, ambitieuse, curieuse, repère la valisette d'un faux Fidel Lae, laisse échapper Bo, reconnaît Sonny
- Ola, fils du propriétaire du petit hôtel Bismarck
- Béatrice Jonasen, secrétaire, du cabinet Tomte & Ohre
- Jan Ohre, avocat d'affaires, chargé de gérer certaines sommes
- Levi Thou, affairiste dans l'immobilier, avec de gros besoins de blanchiment

## Éditions
- Le Fils, éditions Gallimard, Collection Série Noire, 2015, 520 701-4 740-318 pages  (ISBN 978-2-0701-4740-3)

## Formules
- Pourquoi as-tu fait de la prison ? — Pour avoir la paix (p. 406).
- Et qui est le père ? — La brosse à dents rouge (p. 363).

## Réception
Le public francophone apprécie,,,.

## Adaptation
Le livre est adapté au cinéma par Denis Villeneuve.